# Mary Louise McLaughlin
Mary Louise McLaughlin (29 de setembre de 1847 - 19 de gener de 1939) va ser una pintora ceràmica i ceramista nord-americana de Cincinnati, Ohio, i la principal competidora local de Maria Longworth Nichols Storer, que va fundar Rookwood Pottery . Com Storer, McLaughlin va ser un dels creadors del moviment de ceràmica artística que va arrasar els Estats Units .

## Biografia
Mary Louise McLaughlin va néixer el 29 de setembre de 1847 en una família adinerada de Cincinnati, el seu pare era propietari d'una empresa de productes secs d'èxit a la ciutat. El seu germà gran era l'arquitecte James W. McLaughlin . Mostrant una habilitat artística a una edat jove, McLaughlin no va prendre classes formals d'art fins al 1871 en una escola privada per a noies. El 1874, a la McMicken School of Design de Cincinnati, més tard a l' Acadèmia d'Art de Cincinnati, McLaughlin va prendre una classe de pintura xinesa ofert pel senyor Benn Pitman. Durant una exposició de Maria Longworth Nichols Storer a l'escola aquell mateix any, l'interès de McLaughlin per pintar porcellana va madurar.
El 1875, les obres de les dues dones van ser presentades a The Centennial Tea Party amb l'aclamació de la crítica, i el 1876 ambdues dones van fer exposicions a l' Exposició Centennial de Filadèlfia, Pennsilvània . Durant l'exposició, McLaughlin es va mostrar especialment atrapat per les obres presentades per Haviland & Co. de França, que van mostrar peces que presentaven pintures utilitzant la tècnica del underglaze . Com que aquest era un avenç únic en aquell moment, McLaughlin va tornar a Cincinnati amb la determinació d'esbrinar el secret del seu mètode. També va escriure un llibre sobre pintura xinesa al seu retorn que va vendre moltes còpies (China Painting: A Practical Manual for the Use of Amateurs in the Decoration of Hard Porcelain). McLaughlin va vendre més de les seves obres a l'exposició que Storer, iniciant així una mena de competició entre les dues dones.
El 1877 va descobrir com pintar la porcellana sota l'esmalt i, en conseqüència, es va convertir en la primera artista dels Estats Units a implementar la tècnica de l'esmalt. Finalment, altres artistes van començar a utilitzar aquesta mateixa tècnica i el 1879 McLaughlin va fundar el Cincinnati Pottery Club juntament amb Clara Chipman Newton i altres. Tot i que podria semblar lògic que Storer s'unís al grup, va rebutjar una invitació per fer-ho. Aquesta rivalitat és probablement el que la va fer començar Rookwood Pottery en primer lloc. Cada membre del club feia la seva ceràmica a la fàbrica de ceràmica de Frederick Dallas Hamilton Road, i es reunirien a l' Associació del Museu d'Art de la Dona.situat a Fourth Street al centre de Cincinnati. Finalment, el grup va traslladar la seva reunió a la botiga de Dallas quan l'associació es va traslladar a Cincinnati Music Hall . Quan es va obrir Rookwood Pottery, molts dels treballadors de Frederick Dallas es van unir al seu equip i van dificultar efectivament algunes de les aspiracions de McLaughlin i el seu grup.
El 1880 va publicar una altra obra, titulada Decoració de ceràmica sota l'esmalt . En aquest moment la tècnica ja s'estava implementant a altres parts del país. Aquell mateix any, McLaughlin va crear un dels seus gerros més celebrats, l'Ali Baba Vase (anomenat així per Newton). Amb 37 polzades d'alçada (amb un volum de 22 galons), era en aquell moment el gerro decorat amb esmalt més gran d'Amèrica. Presenta flors d'hibisc pintades sense problemes sobre un fons verd sàlvia. El seu èxit va portar a Storer a contrarestar el que es va convertir en una altra peça famosa, el gerro Aladdin, que era més ample que el gerro Ali Baba encara que no tan alt.
L'any següent, Frederick Dallas va morir i la seva botiga va tancar, deixant McLaughlin i el seu club per llogar una habitació a Rookwood Pottery. El 1883 Storer va desallotjar el club a causa del conflicte d'interessos que suposava l'allotjament, tot i que va continuar fent les seves peces de ceràmica a Rookwood. Si bé el club va continuar mostrant el seu treball, Rookwood els va eclipsar durant el seu mandat. Això en part va fer que McLaughlin es va dedicar a la pintura de retrats a la dècada de 1890, prenent classes de Frank Duveneck.en la que va ser la seva primera lliçó de pintura. El 1890 Rookwood havia canviat de propietari, i un William W. Taylor era el nou propietari. Taylor, sota la direcció de Storer, va començar a afirmar que McLaughlin no era el veritable descobridor del mètode underglaze. Va arribar a exigir la retirada d'una declaració de Clara Chipman Newton en un catàleg de ceràmica de 1893 que afirmava que McLaughlin va ser el fundador de la tècnica a Amèrica. Això no va passar mai, però l'incident va acabar efectivament amb les restes d'una relació que les dues dones havien compartit.
McLaughlin va exposar dos aiguaforts i un retrat d'Henry L. Fry a l'edifici de la dona a l' Exposició Mundial de Columbia de 1893 a Chicago, Illinois.
A la dècada de 1890, Mclaughlin va tornar a la ceràmica, aquesta vegada treballant al seu propi pati del darrere a l'estil de ceràmica d'estudi (el més dur del seu tipus). Va passar efectivament de pintar porcellana a crear-la. A partir de 1885, McLaughlin va ser ajudada en el seu treball per la seva companya i mestressa de 47 anys, Margaret "Maggie" Hickey. Hickey era una immigrant irlandesa que va començar a treballar per a McLaughlin quan tenia uns 20 anys. A l'hivern de 1898-1899 estava fent tota la fosa de la ceràmica, i a la tardor de 1901 també s'encarregava de tots els trets. El 1906 Mclaughlin va abandonar la ceràmica i va començar a escriure de nou. Hickey va morir el 1932, encara treballant per a McLaughlin. El 1934 Grace W. Hazard (1869-1952) va substituir Hickey; Hazard va cridar a McLaughlin "Ma" i ella va ser la principal beneficiària del testament de McLaughlin, que va ser impugnat per la família de McLaughlin. McLaughlin va morir el 19 de gener de 1939 als noranta-un anys i està enterrat al cementiri de Spring Grove . Hazard està enterrat a prop d'ella.